# پرستودریایی گونه‌سفید
پرستودریایی گونه‌سفید (نام علمی: Sterna repressa) نام یک گونه از تیرهٔ کاکاییان است.

## ویژگی‌های ظاهری
پرستوی دریایی تیره ۳۳ سانتی‌متر طول دارد و آشکارا از پرستودریایی معمولی تیره‌تر و اندکی کوچکتر اما با منقار بزرگ‌تر است. پرندهٔ بالغ در تابستان‌ها خاکستری یکدست با زیرتنهٔ تیره‌تر، سر و تارک سیاه با نوار سفیدی در حاشیه که تا نوک ادامه دارد، و دارای نوک قرمز تیره و پاهای قرمز است. در پرندهٔ جوان، زیرتنه سفید، روتنه خاکستری، پیش‌بال‌ها خاکستری مایل به قهوه‌ای، نوک سیاه و پاها قرمز است. در زمستان‌ها نیز پرندهٔ بالغ زیرتنه و پیشانی سفید، پاهای سیاه، منقار سیاه، و دم بلند دوشاخهٔ سفیدِ نقره‌ای دارد.

## زیستگاه
این پرنده در آب‌های کرانه‌ای جزیره‌های درون دریا زندگی می‌کند و در کرانه‌های شنی آشیانه می‌سازد. در ایران، در مناطق جنوبی و به‌ویژه در جزیره شیدور تولیدمثل می‌کند.